# Contea di Brown (Indiana)
La contea di Brown (in inglese Brown County) è una contea dello Stato dell'Indiana, negli Stati Uniti. La popolazione al censimento del 2000 era di 14 957 abitanti. Il capoluogo di contea è Nashville.